# Zeche Hero
Die Zeche Hero in Essen-Schuir ist ein ehemaliges Steinkohlenbergwerk. Die Zeche war auch unter dem Namen Zeche Prinz Georg bekannt und war nur wenige Jahre in Betrieb. Das Bergwerk gehörte zum Bergrevier Werden.

## Bergwerksgeschichte
Im Jahr 1896 wurde zunächst die Gewerkschaft Essener Anthracitkohlenwerke gegründet. Der Grund für diese Gewerkschaftsgründung war das Ausbeuten mehrerer Längenfelder. Dies waren die Längenfelder Prinz Georg, Johann Wilhelm und Prinz von Preußen, dazu kamen noch mehrere kleinere Längenfelder. Im darauffolgenden Jahr fand auf dem Bergwerk regelmäßiger Betrieb statt. Es wurde mit neun Bergleuten begonnen, den Schacht Prinz Georg abzuteufen. Im Jahr 1898 wurde die Gewerkschaft Hero übernommen und der Besitz entsprechend übertragen. Das gesamte Grubenfeld hatte zu diesem Zeitpunkt eine Fläche von vier Kilometern streichend und einem Kilometer querschlägig. Im selben Jahr wurde im Schacht Prinz Georg bei einer Teufe von 100 Metern die erste Sohle und bei 200 Metern die zweite Sohle angesetzt. In diesem Jahr waren 90 Bergleute auf der Zeche beschäftigt, es fand jedoch keine Förderung statt. Im Jahr 1899 erreichte der Schacht Prinz Georg eine Teufe von 213 Metern. Auch in diesem wurde keine Kohle gefördert. Am 1. April des Jahres 1900 wurde die Zeche Hero stillgelegt. Grund für die Stilllegung war, dass trotz der Ausrichtungsarbeiten durch Querschläge kein bauwürdiges Flöz erreicht worden war. Nach der Stilllegung wurden die Grubenbaue ausgeraubt und im Anschluss daran die Gewerkschaft aufgelöst.

## Heutiger Zustand
Heute befindet sich auf dem Grubenfeld der ehemaligen Zeche Hero ein Heizkraftwerk von Arcandor.